# Daniel Akpeyi
Daniel Akpeyi, né le 3 août 1986 à Nnewi au Nigeria, est un footballeur international nigérian, qui évolue au poste de gardien de but à Sekhukhune United.

## Biographie

### Carrière internationale
Avec la sélection nigériane des moins de 20 ans, Daniel Akpeyi participe au Mondial des moins de 20 ans aux Pays-Bas en 2005. Il n'y dispute aucune rencontre. Après un beau parcours, le Nigeria parvient en finale du Mondial, perdue contre l'Argentine 2-1.
Daniel Akpeyi est convoqué pour la première fois en équipe du Nigeria par le sélectionneur national Sunday Oliseh, pour un match amical contre l'Afrique du Sud le 29 mars 2015. La rencontre se solde sur un match nul de 1-1.
Il fait partie de la liste des 18 joueurs nigérians sélectionnés pour disputer les Jeux olympiques d'été de 2016.

## Palmarès

### En club
- Avec le Heartland FC
  - Vainqueur de la Coupe du Nigeria en 2011 et 2012

### En sélection nationale
- Médaille de bronze aux Jeux olympiques d'été de 2016